# Szegedi napsugaras házdíszítés

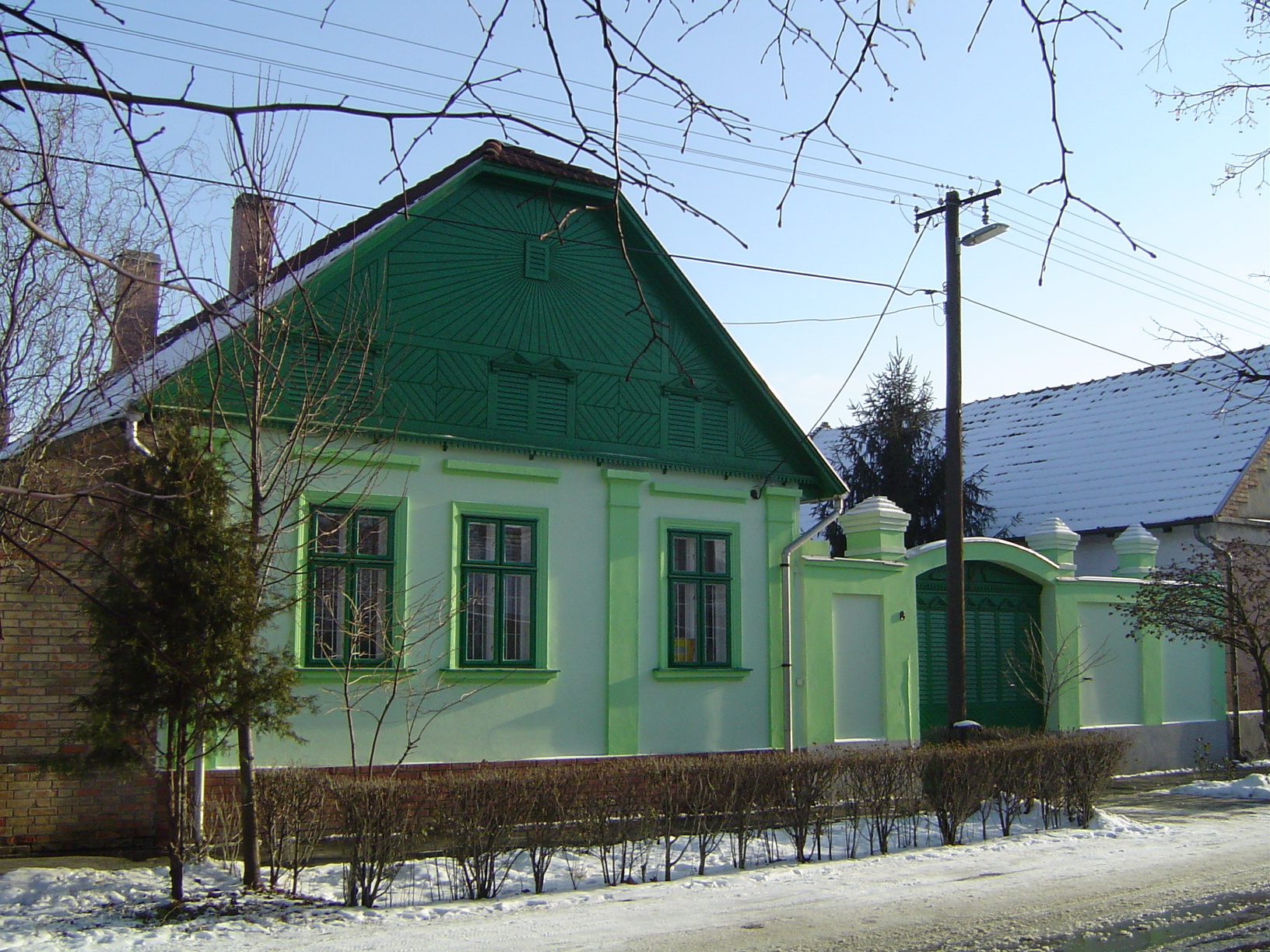
Alsóvárosi napsugaras ház zöld színben

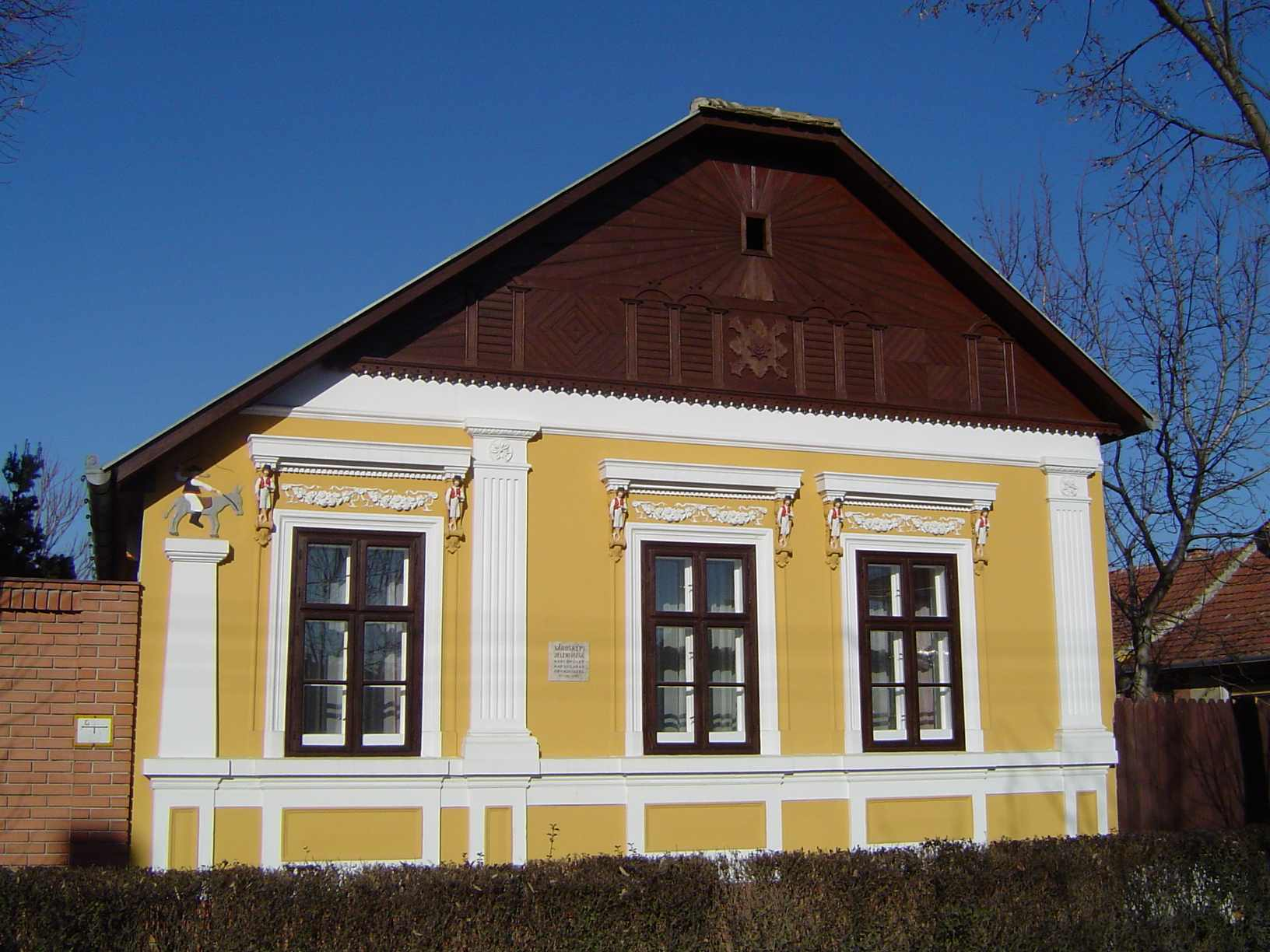
Alsóvárosi napsugaras ház sárga színben

A napsugaras házdíszítés, vagy más néven napsugárdíszes oromzat Szegeden és az egész szegedi nagytájon a parasztházak elterjedt, jellegzetes díszítése volt. A ház utcai homlokzatán, a háromszög alakú oromzat közepén a padláslyuk egy szemet jelképez, amelyből napsugarak áradnak ki. A padláslyuk a nap – ahogy az idősek mondják, istenszöm – és abból áradnak szét a míves asztalosmunka által született sugarak. Régen kifestették a sugárléceket egy-két, ritkábban három színben. A pirosat kékkel, szürkével, zölddel párosították, a szürke fabetét mellé zöldet helyeztek.

## A napsugaras házdíszítés eredete
Ez a díszítés a 18. század végén jelent meg és terjedt el Szegeden. A napsugár motívumban benne van az ősi napimádat. A napsugár sokat jelentett a természettel szoros kapcsolatban élő embernek, hiszen életének ritmusát a nap járása határozta meg, nem volt még villany, karóra, mobiltelefon, számítógép. A szegedi nagy tájon élő „célszerű szegény ember” (Tömörkény István nyomán) segítséget csak a természettől és Istentől remélhetett.

A díszítés teljességgel összefüggésbe hozható a katolikus barokk templomok belsejével, amely bőségesen alkalmazza a napsugár motívumot, s a Szentháromság jelképével is, amely láthatóvá teszi a ház lakóinak abba vetett hitét, hogy Isten mindent és mindenkit lát és óv (Deus videt et providet).
Szegeden a Szentháromság-tisztelet az 1700-as években lendült fel, amikor többször is pestisjárvány, tűzvész (a nádfedeles-, majd a zsindelytetős házak melegágyai voltak a tűzvésznek) söpört végig a városon. A hívek a megmenekülés, a felgyógyulás vagy a betegség elkerülése miatt fogadalmakat tettek, ill. kápolnákat és szobrokat emeltek az őket védelmező Szentháromság tiszteletére.

## A napsugaras házak története a Víz után

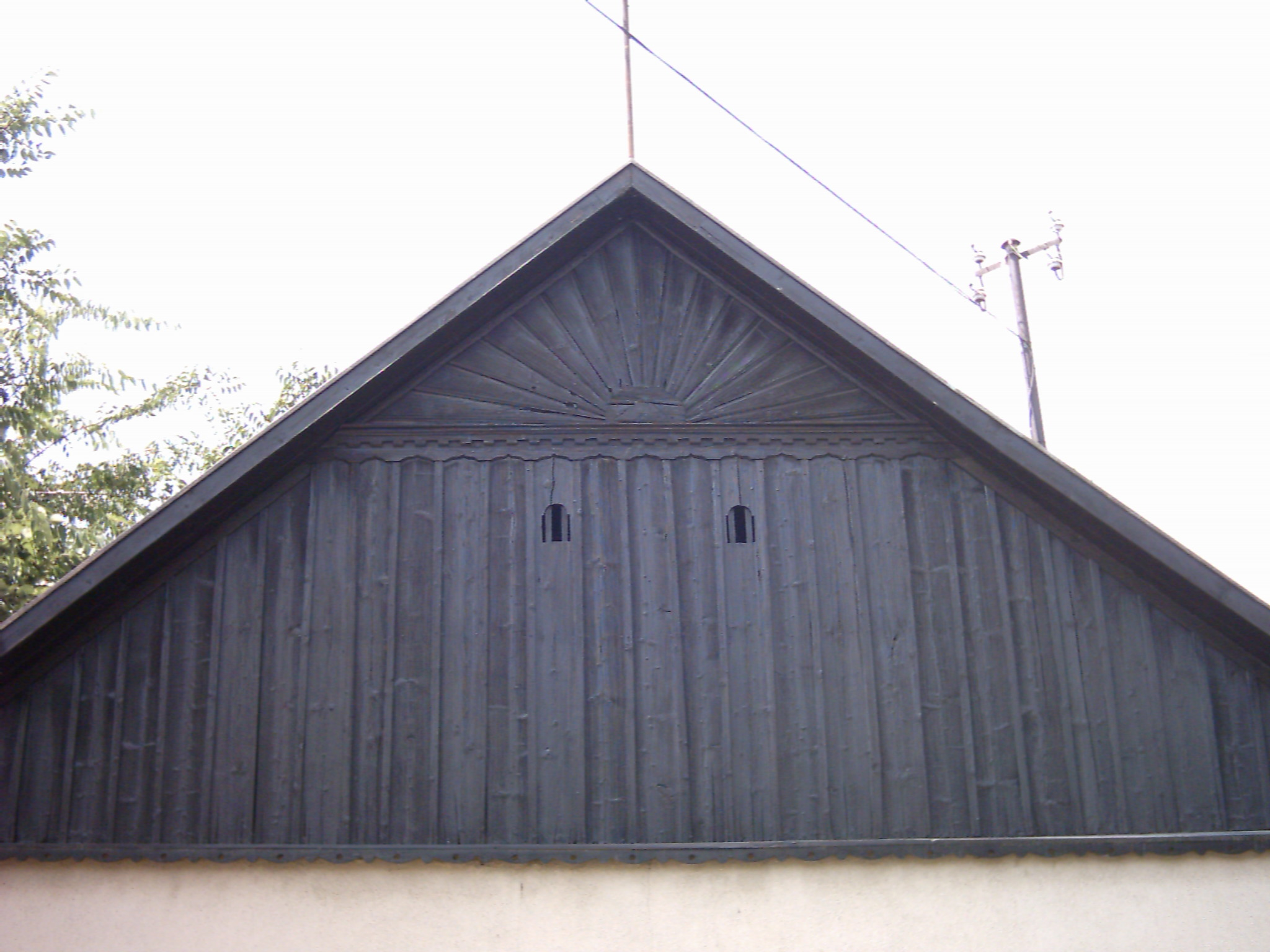
Napsugaras oromzat Óbecsén (Vajdaság, Tisza-mente)

Az 1879-es szegedi nagy árvíz utáni újjáépítéskor is megőrizték a napsugár-motívumot, amely az oromzatokon kívül még a régi fakapukon, s az alsóvárosi és belvárosi temetők sírkövein is fölfedezhető.
A víz szinte az egész várost elvitte, s ekkor tervezték meg a modern Szegedet körzővel és vonalzóval, körutakkal, sugárutakkal, középületekkel, lakóházakkal. Lechner Lajos, Szeged újjáépítését vezető mérnök és csapata kiváló munkát végzett. Mintaterveket adtak ki, azokból választani lehetett, jobbat, szebbet lehetett építeni, de szabálytalant nem. Innen indult el új hódító útjára a népi építészet remeke: a nyeregtetős, napsugaras oromzatú ház. A szegedi nagytájon túl a bácskai ácsok közvetítésével eljutott Erdélybe, a szilágysági Kárász-telekre is.
A szegediek nemcsak díszítőelemként, hanem a Szentháromságban létező egy Isten jelenlétének szimbólumaként fogták fel. Bíztak benne, hogyha ez a jel a házukon látható, akkor Isten megoltalmazza őket a betegségtől, a gonosz kísértésétől és az átkoktól. Később ez hit a házoromzatokkal kapcsolatban egyre inkább feledésbe merült meg a monarchia felbomlásával drágább lett a faanyag is. A két világháború közt a szegény emberek házainak oromzatai is túlnyomó részben téglából készültek. Manapság mint a népi építészet remekei kicsit újra divatba jöttek, felújítják a régieket, ha lehet, ha nem lehet, akkor új napsugaras házakat és fakapukat emelnek.
A napsugaras házak városképi jelentőségű épületnek számítanak, többet közülük műemléknek nyilvánítottak. Jelenleg a 19. században épültekből főleg Alsó- és Felsővároson látható több darab belőlük, így például a Nyíl, a Pásztor, ill. a Tabán utcában.

## A napsugaras házak védelme
Bár néhány napsugaras házon műemléki védettség volt már, a rendszerváltást követően rohamosan fogyatkoztak a Fölső- és Alsóváros arculatát addig meghatározó napsugaras házak. Ezzel szemben lépett föl Dr. Szabó László önkormányzati képviselőként 2003-ban, amikor a napsugaras házak "ex lege" védettségét indítványozta. 
A napsugaras házak helyi védettsége indítványában minden még álló napsugaras házra védettséget javasolt 2003. Áldás (július) hava 21.-én. Az általános „helyi egyedi védettség" nem csak a homlokzatokra, de az épület szerkezetére is vonatkozott.
Amint azt indítványában írta : A parttalan ingatlanspekuláció Szeged műemlék-jellegű - de máig hivatalosan nem védett - épületeinek sorát mossa le a Város jövőjének horizontjáról... A - talán még kereszténység előtti napkultuszt idéző - „napsugarak" jelentős múltra tekintenek vissza a „Napfény városá"-ban. A Szegedi Nagy Árvíz utáni újjáépítés fölkarolta ezt a Szegedhez méltó, szép motívumot, és az újjáépítésben egész ház-sorok, sőt kisebb városrészek kaptak szépreményű, napsugaras oromzatot. A hajdan volt „napsugarak" mindmáig semmiféle védettséget nem élveznek, sőt mi több, jelen korunkra mintha általános üldöztetés áldozataivá avatta volna őket a - hagyományos értékek tiszteletével nemigen kényeztetett - modern építész-társadalom. (Tisztelet és hála a Kivételnek!) Szeged építészeti örökségét, mint „városatyák"-nak megőriznünk kötelességünk, és fölemelő tisztünk is egyben. A jövendő új napsugaras házai és a meglévők karbantartása, megőrzése egyben egy máig kellően föl nem ismert turisztikai látványosság ígéretét is rejti.
Dr. Szabó László védelmi indítványa nyomán, egy év múlva, első körben 24 napsugaras ház kapott „helyi egyedi védettség"-et.

## Napsugaras házak és sírkövek Alsóvároson
- Szeged Alsóváros
- Szeged Alsóváros
- Szeged Alsóváros
- Szeged Alsóváros
- Szeged Alsóváros

- Szeged Alsóváros
- Szeged Alsóváros
- Szeged Alsóváros
- zeged Alsóváros
- Szeged Felsőváros (Kakuszy-ház)

- Alsóvárosi temető
- Alsóvárosi temető
- Alsóvárosi temető
- Alsóvárosi temető
- Alsóvárosi temető

## Egy napsugaras oromzat elemzése

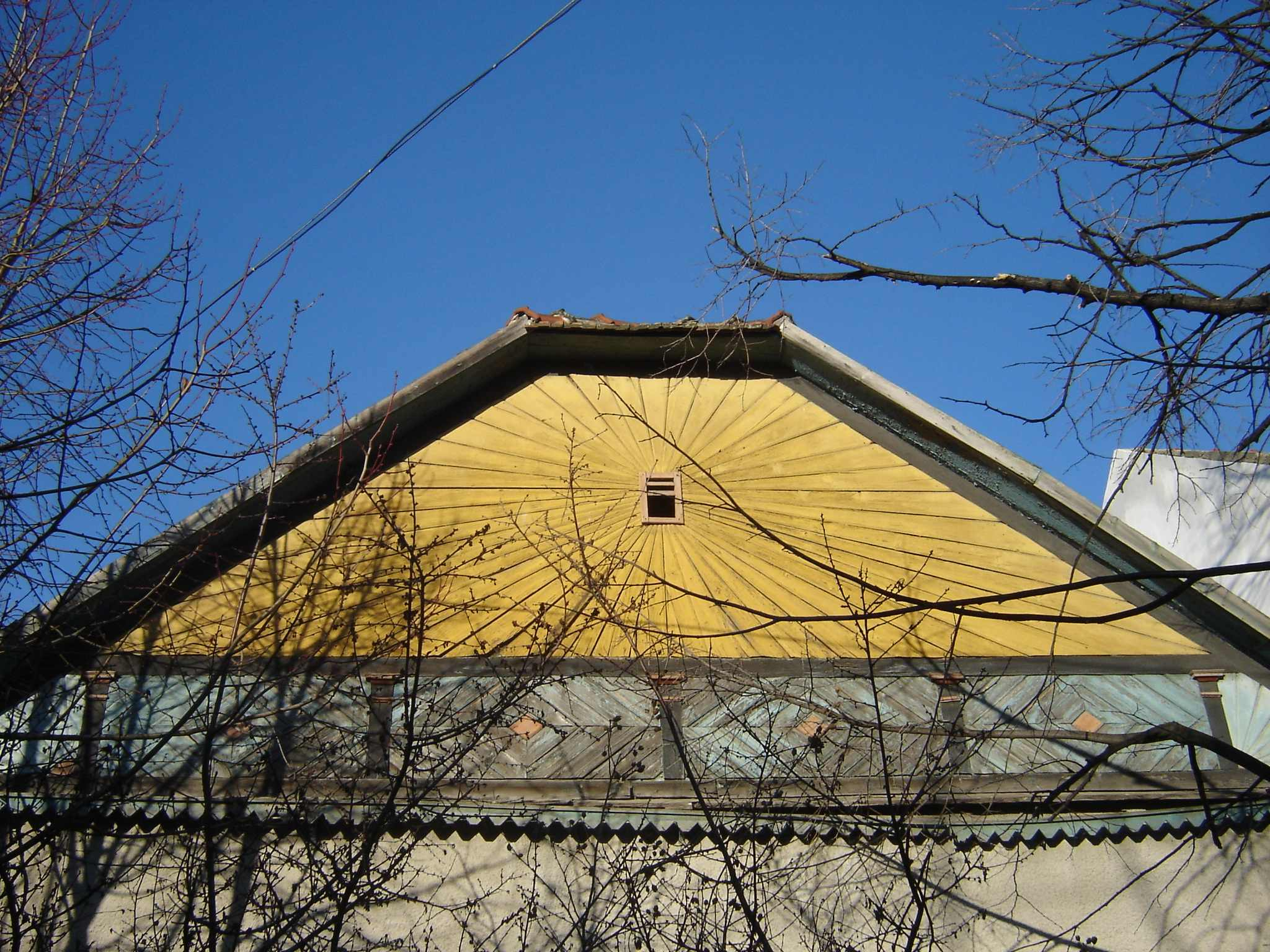
Napsugaras oromzat

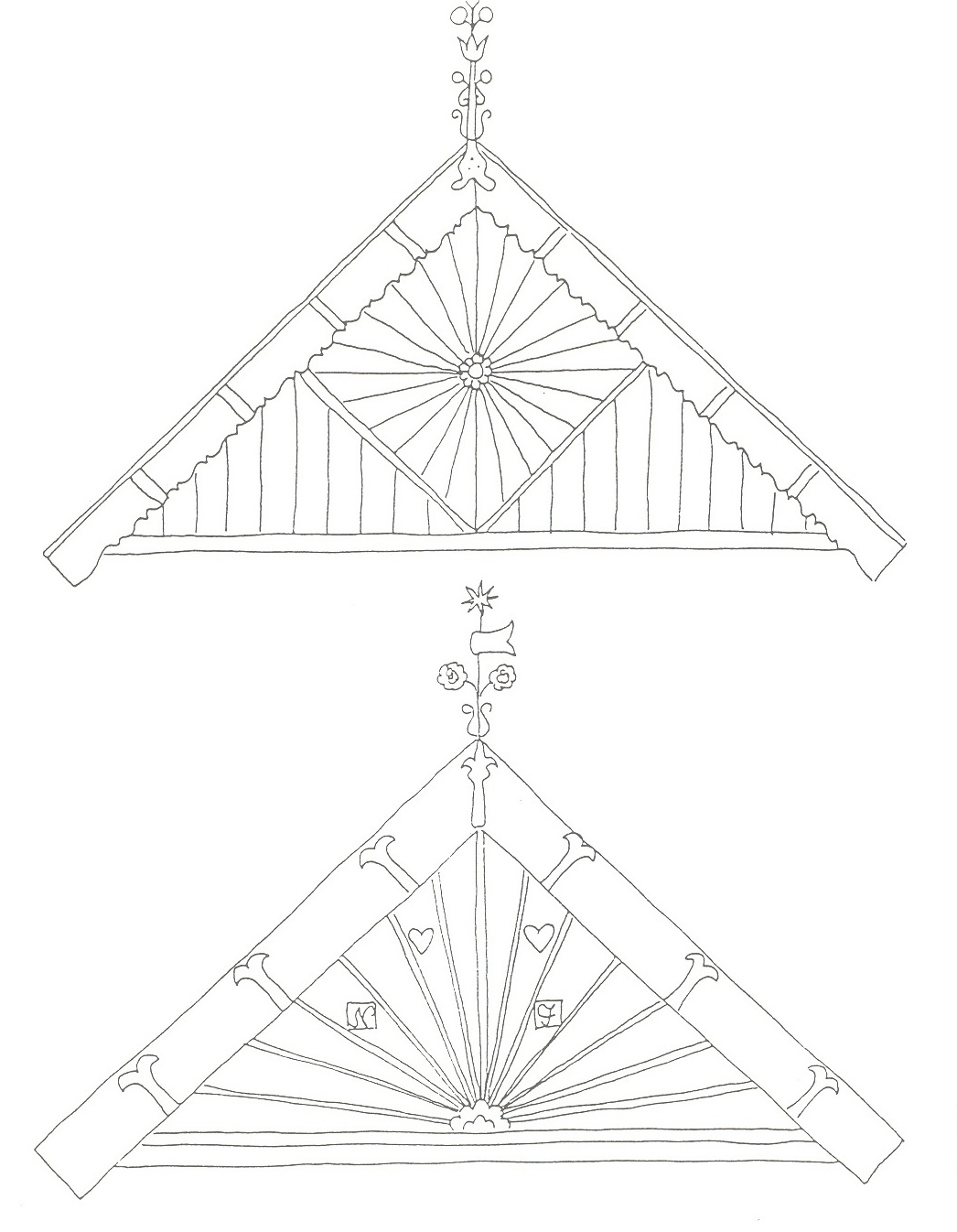
Napsugaras házak homlokzatdíszítése Püspökladányból

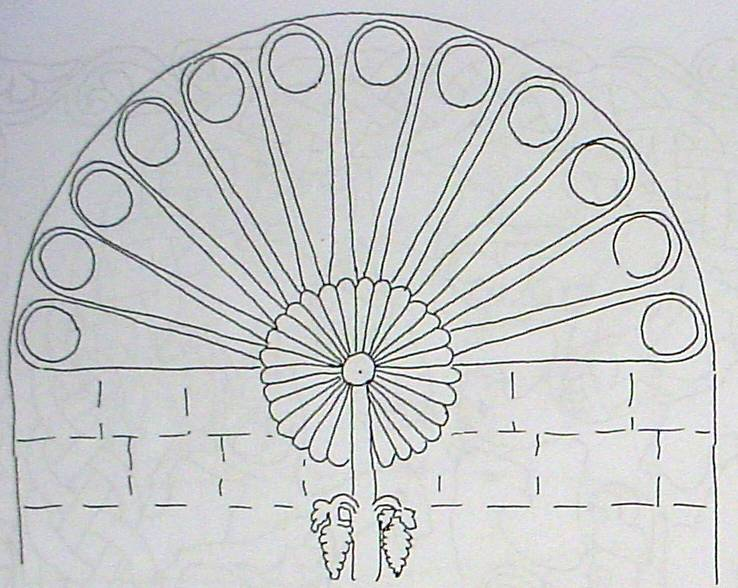
Napsugaras homlokzatdísz Grúziából, Mszhetából, a templom homlokzatáról

A képen látható oromzat szögletes szellőzőnyílásából áradnak az okkersárga napsugarak, alatta az egy zsalugátersáv 6 rekeszből áll. A kétféle kékre színezett 4 gérbélést két legyező fogja közre. A napsugár-motívum az alapja a legyezőknek is, ez utóbbiakat az alsóvárosi és a belvárosi temetőkben a sírköveken is alkalmazták. Ezen az oromzaton a több szín használata az eredetiségre való törekvést mutatja, a 19. században az oromzatokon világosabb és sötétebb árnyalatok váltották egymást, de több szín használatáról is vannak hírek. A háromszög alakú oromzatot a szinte csipkésre formázott esővető deszka zárja le. Az egész oromzat alapanyaga a fa, amely eredendően meleget és derűt sugároz, általa meghitté, barátságossá válik az emberi lakókörnyezet. Az utcai fásítás, bokrosítás és virágtermesztés még fokozza a természethez való közelséget. A fák és a virágok élőhelyet és táplálékot biztosítanak a madaraknak, a méheknek.

Mindegyik oromzat más, mindegyiket külön-külön lehet leolvasni.

## Napsugárdíszes eurázsiai lakóházdíszítés
Magyarországon a legtöbb napsugárdíszes ház Szeged-Alsóvároson található. Innen elterjedt a tanyavilágba és a szegediek kirajzásával az egész Délvidékre, legfőképpen a Tisza-mentére. Magyarországon másutt is előfordulnak, sőt, igen gazdag az elterjedése Eurázsiában is. Püspökladányon is megfigyelhető. Források említik előfordulását a Kaukázusban és Szibériában is (Mszheta, Tumeny).